# Nemesia africana
Nemesia africana är en spindelart som först beskrevs av Carl Ludwig Koch 1838.  Nemesia africana ingår i släktet Nemesia och familjen Nemesiidae.
Artens utbredningsområde är Algeriet. Inga underarter finns listade i Catalogue of Life.